# Jole Santelli
Jole Santelli (Cosenza, 28 de diciembre de 1968-Ib., 15 de octubre de 2020) fue una política italiana. Miembro del partido de centroderecha Forza Italia, fue presidenta de Calabria desde el 17 de febrero de 2020 hasta su muerte.

## Biografía
Después de graduarse en Derecho en la Universidad de Roma La Sapienza, Santelli se convirtió en abogada. Más tarde se unió al partido de centroderecha de Silvio Berlusconi, Forza Italia, y fue elegida a la Cámara de Diputados por primera vez en las elecciones generales de Italia de 2001.
De 2001 a 2006, Santelli fue subsecretaria del Ministerio de Justicia en los gobiernos Berlusconi II y Berlusconi III. Fue elegida nuevamente a la Cámara de Diputados en las elecciones generales de 2006, 2008 y 2013. De mayo a diciembre de 2013 Santelli fue subsecretaria del Ministerio de Trabajo en el Gobierno Letta, hasta que Forza Italia retiró su apoyo al gobierno.
Desde 2013, Santelli ha sido la coordinadora regional de Forza Italia en Calabria y ha sido vicealcaldesa de Cosenza de 2016 a 2019. En las elecciones generales de 2018 Santelli fue elegida una vez más para la Cámara de Diputados.
En diciembre de 2019 se convirtió en la candidata del centroderecha para presidenta de Calabria en las elecciones regionales de Calabria de 2020, que ganó con alrededor del 55% de los votos.
Falleció en su casa el 15 de octubre de 2020 debido a un derrame cerebral.